# P/2005 J1 McNaught
P/2005 J1 McNaught è una cometa periodica appartenente alla famiglia delle comete gioviane. La cometa è stata scoperta il 3 maggio 2005:, è stata riscoperta il 29 luglio 2025 .

## Caratteristiche orbitali nel passato
L'orbita attuale della cometa deriva dalle perturbazioni gravitazionali, subite precedentemente alla sua scoperta, durante un passaggio ravvicinato avvenuto il 13 ottobre 1989 col pianeta Giove quando la distanza tra i due corpi celesti scese fino a 0,134 U.A.. Prima di questo passaggio ravvicinato i suoi elementi orbitali erano (equinozio J2000.0): 
- semiasse = 4,0365 u.a.

- periodo orbitale = 8,11 anni

- inclinazione = 30,0°

- distanza perielica = 2,033 u.a.

- eccentricità = 0,496

- nodo ascendente = 270,2°

- argomento del perielio = 325,4*

- T (tempo del passaggio al perielio) = 23 novembre 1983

## Caratteristiche orbitali presenti
Attualmente caratteristica orbitale di questa cometa sono le piccole MOID coi pianeti Marte e Giove. In particolare la ridottissima MOID con Giove comporta passaggi anche estremamente ravvicinati tra i due corpi con conseguenti cambiamenti, anche notevoli, degli elementi orbitali della cometa. Il prossimo passaggio ravvicinato con Marte avverrà nel gennaio 2039, il prossimo passaggio ravvicinato con Giove avverrà il 22 giugno 2096 a 0,01633 UA di distanza dal centro di Giove, pertanto in questa occasione la cometa sfiorerà il margine esterno del sistema dei satelliti galileiani, sistema compreso entro una sfera di 0,012585 UA centrata su Giove, subendo un notevole cambiamento dei suoi elementi orbitali.